# 고바야시 히데오
고바야시 히데오(小林 秀雄, 1902년 4월 11일 ~ 1983년 3월 1일)는 일본의 문예평론가, 편집자, 작가, 고미술 수집 감정가이다.
1902년 4월 11일 도쿄도 간다에서 태어났다. 1928년 도쿄제국대학에서 프랑스 문학을 전공하고, 1929년 문예지 《개조》에 평론으로 입상했다.
1933년 가와바타 야스나리 등과 잡지 《문학계》를 창간했다. 1935년부터 《문학계》의 편집자로 〈도스토옙스키의 생활〉을 연재했다. 1938년 일본군의 초청을 받아 분게이슌주의 특파원으로 중국을 방문하고, 같은해 6월 메이지 대학의 교수로 임용되었다. 1940년 일본의 전쟁동원을 지원하는 문예총후운동(文芸銃後運動)의 일환으로 조선과 만주국을 순회했으며, 같은해 《문학계》의 편집위원을 사임했다.
제2차 세계 대전 종전 후에는 이전의 행적을 비판받았으나, 미군정의 기소를 받지는 않았다. 1946년 8월 메이지대학 교수직을 사임했다. 그 후 고미술품을 수집하며, 수필 《나의 인생관》(私の人生観) 등을 집필했다. 1967년 일본 문화훈장을 수훈했다.

## 생애
고바야시 히데오는 1902년 4월 11일,  도쿄도 간다에서 고바야시 도요조(小林 豊造)의 장남으로 태어났다. 아버지 도요조는 안트베르펜에서 다이아몬드 가공기술을 배우고 돌아와, 축음기용 루비 침을 만드는 등 기술자로 활동하고 있었다.
1915년 도쿄시 시로가네진조소학교(白金尋常小学校)를 졸업했다. 1920년에는 도쿄부립제일중학교를 졸업하였으나, 제일고등학교 수험에 불합격했다. 1921년 3월 아버지가 사망하였고, 같은해 4월 제일고등학교에 입학했다.
1925년 4월 도쿄제국대학 문학부 프랑스문학과에 입학했다. 1928년 3월 도쿄제국대학을 졸업하고 오사카, 나라로 옮겨 살며 시가 나오야와 교류하였다. 1929년 9월에 《여러가지 의장》(様々なる意匠)으로 잡지 《개조》(改造)의 현상평론(懸賞評論)에 2등으로 입선하였다. 1930년 4월 《아킬레스와 거북이》(アシルと亀の子)를 잡지 《분게이슌주》에 발표한 이래 1년간 평론가로 활동했다. 1932년에 메이지 대학에 문예과가 창설되자, 강사로 임용되어 일본 문화사와 도스토옙스키의 작품론을 강의하였다.
1933년 10월, 문화공론사(文化公論社)에서 우노 고지(宇野 浩二), 다케다 린타로(武田 麟太郎), 하야시 후사오(林 房雄), 가와바타 야스나리와 함께 《문학계》(文學界)를 창간했으며 1935년에는 《문학계》의 편집책임자로 《도스토옙스키의 생활》(ドストエフスキイの生活)을 연재했다.
1938년 3월에는 분게이슌주의 특파원으로 상하이에 건너가 히노 아시헤이에게 아쿠타가와상을 건넸다. 이후 1944년 6월에 이르기까지 여섯 번 대륙을 여행하며 조선, 중일전쟁 중의 중국과 만주를 방문했다. 1938년 6월에 메이지 대학 교수로 임용되었다. 1940년 4월 《문학계》 편집위원을 사임했다.
전후 1946년 2월 평론 《무상이라는 것》(無常といふ事)을 발간하였고, 8월에는 메이지 대학 교수직을 사임했다. 같은해 12월 아오야마 지로(青山二郎) 등과 《창원》(創元)의 편집자로 《모차르트》(モオツアルト), 《"죄와 벌"에 대하여》(「罪と罰」について) 등을 발표했다. 1953년 1월 《고흐의 편지》(ゴッホの手紙)로 요미우리 문학상(読売文学賞) 비평·전기상을 수상했다. 1967년 11월 일본 문화훈장을 수훈했다.
1982년 3월에 가와사키시립 가와사키병원에 입원하였으며, 7월에 게이오기주쿠 대학병원에서 방광 적출 수술을 받았다. 1983년 1월에 신부전으로 재입원하였으나, 3월 1일 게이오기주쿠 대학병원에서 사망하였다.

## 같이 보기
- 문학평론
- 일본 문학